# Daniel Bourquin
Daniel Bourquin (auch Nunusse genannt; * 13. August 1945 in Neuenburg; † 21. Februar 2023 in Lausanne) war  ein Schweizer Arzt und Jazz-Saxophonist.

## Leben
Bourquin lernte Saxophon am Conservatoire de Lausanne und spielte ab 1970 mit Ariel Cuche (Trompete), Olivier Magnenat (Bass) und Pierre Gauthier (Perkussion) im Quartett. Er spielte mit zahlreichen weiteren Jazzmusikern zusammen und gründete 1977 mit Beb Guérin und Marc Hellman ein Trio; danach spielte er in der Formation von Ole Thilo. 1981 gründete er mit Jean-François Bovard (Posaune), Léon Francioli (Bass, Klavier) und Olivier Clerc (Perkussion), das Quartett BBFC, das während zehn Jahren in Europa, Amerika und Afrika spielte. Mit Francioli bildete er die Nouveaux Monstres. Für Maurice Béjart arbeitete er mit seinen Werken Fiche Signalétique und Souvenir de Léningrad zusammen.